# اصغر پیران
اصغر پیران (زادهٔ ۴ اردیبهشت ۱۳۵۹) بازیگر و خوانندهٔ ایرانی است. او در سال ۱۳۵۹ در فسا متولد شد. در سال ۱۳۸۷ در گرایش ادبیات نمایشی رشتهٔ تئاتر از دانشگاه آزاد بوشهر فارغ‌التحصیل شد و سپس در مقطع کارشناسی ارشد رشتهٔ کارگردانی تئاتر دانشگاه تربیت مدرس ادامهٔ تحصیل داد. از آثار او در مقام بازیگر می‌توان به فیلم‌های سینمایی سینما نیمکت، تمارض و رگ خواب و نمایش‌های عجایب‌المخلوقات و مکبث اشاره کرد. پیران خوانندهٔ گروه اتاق است.
او در سال ۱۳۹۷ برندهٔ جایزهٔ بهترین بازیگر مرد بخش بین‌الملل سی و هفتمین جشنوارهٔ تئاتر فجر شد.

## فیلم‌شناسی
| سال  | عنوان فیلم        | نقش                | کارگردان      |
| ---- | ----------------- | ------------------ | ------------- |
| ۱۴۰۰ | ارفاق(فیلم کوتاه) | پدر دانش آموز قُلدر | رضا نجاتی     |
| ۱۳۹۷ | متری شیش و نیم    | کُلاله‌ای            | سعید روستایی  |
| ۱۳۹۵ | تمارض             | پدر                | عبد آبست      |
| ۱۳۹۴ | رگ خواب           | کارگر کامران       | حمید نعمت‌الله |
| ۱۳۹۳ | سینما نیمکت       | رئیس               | محمد رحمانیان |

## سریال
| سال  | عنوان فیلم | نقش | کارگردان       |
| ---- | ---------- | --- | -------------- |
| ١۴٠١ | نوبت لیلی  |     | روح الله حجازی |
| ۱۴۰۰ | ترس        |     | حسن امیری      |

## خوانندگی
اصغر پیران هم‌اکنون خواننده گروه اتاق به سرپرستی بامداد افشار است و تاکنون در آلبوم های شهر-بازی و بالانس این گروه به عنوان خواننده ی اصلی و در آلبوم به دشت نفتون به عنوان خواننده ی مهمان در قطعه ی اهواز حضور داشته است.